# 任我行
任我行，金庸武俠小說《笑傲江湖》的反派人物，日月神教教主。為金庸小說中武功絕頂的高手之一。

## 生平
任我行是任盈盈父親，也是日月神教教主，武功達至通天徹地之能，是小說中數一數二的人物。
任我行並未練神功《葵花寶典》，僅修習「吸星大法」。
原欲把教主之位傳多光明左使東方不敗，但遭叛變，囚禁西湖底，後遇到前來比劍的令狐冲，趁機脫逃，得日月神教「天王老子」向問天所救。與向問天在少林寺找到女兒任盈盈。
與少林派方丈方證大師等人三戰時，他曾說過在武林中最佩服的人有三個人，依次為東方不敗、方證大師與風清揚，武當派掌門沖虛道長算半個。最不佩服的人是五嶽劍派盟主左冷禪，之後他在與左冷禪比武時雖一度佔上風，但被左冷禪使計擊敗，身中寒冰真氣之傷。
任我行的「吸星大法」雖然縱橫江湖，但卻奈何吸不到方證大師、左冷禪和東方不敗，方證大師因修習《易筋經》而內力深厚，令任我行吸不到他內力；左冷禪練成將內力轉移之法，教任我行無法吸得其內力；東方不敗因修習《葵花寶典》而行動迅速，加上以繡花針作武器，令任我行抓不到他而無法施展「吸星大法」。
其後與令狐冲、任盈盈和向問天一起上黑木崖圍攻東方不敗以重奪教主之位，由於東方不敗修習《葵花寶典》而武藝高強，令狐冲、任我行和向問天等人聯手不但仍無法取勝，而且漸漸處於下風，於是任盈盈轉而刺殺東方不敗的男寵楊蓮亭，使東方不敗分心，最後露出破綻，被令狐冲、任我行和向問天三人擊中要害，任我行趁東方不敗身受重傷之際將他殺死，但仍被他的繡花針擊中失去右眼。
任我行重奪日月神教教主之位後，在部眾奉承下野心膨脹，意欲消滅少林派、武當派、五嶽派等，一統江湖。但不久就因長年強行化除體內異種真氣的隱疾在「華山大會師」上暈眩而逝。
任我行去世後，女兒任盈盈暫代教主之位。

## 武學
吸星大法
從逍遙派絕學之一的「北冥神功」以及星宿派中的「化功大法」融合而成，是將別人的內力吸收，將這些別人的內力化成自己體內的內力。
将内力散入经脉，或將真氣排出，如散入经穴，再汇而为一，那便多一分强一分了，正邪两派谈及吸星大法无不谈虎色变。
翻雲手
將雙掌由地下將地面拔起，用來防禦或攻擊對手。

## 影视形象

### 电视剧
- 1984 劉兆銘 香港无线电视剧《笑傲江湖 (1984年電視劇)》
- 1985  苗天     台湾台视电视剧《笑傲江湖 (1985年電視劇)》
- 1996 羅樂林 香港无线电视剧《笑傲江湖 (1996年電視劇)》
- 2000 李立群 台湾中视电视剧《笑傲江湖 (2000年臺灣電視劇)》
- 2000 劉謙益 新加坡电视剧《笑傲江湖 (2000年新加坡電視劇)》
- 2001 呂曉禾 中國电视剧《笑傲江湖 (2001年電視劇)》
- 2013 黑子 中國电视剧《笑傲江湖 (2013年電視劇)》
- 2018 王佳寧 光线传媒中國电视剧《笑傲江湖 (2018年電視劇)》

### 电影
- 1978 谷峰  香港邵氏电影《笑傲江湖 (1978年電影)》
- 1992 任世官  香港电影《笑傲江湖II東方不敗》